# Btw-nummer (Nederland)
Een omzetbelastingnummer is een code die dient ter identificatie van een btw-plichtige Nederlandse ondernemer bij de Belastingdienst. Tot 1 januari 2020 werd dit nummer ook wel een "btw-nummer" genoemd. Deze naamgeving is echter met ingang van 1 januari 2020 vervallen. Het omzetbelastingnummer voor een zelfstandige zonder personeel (zzp'er) of eenmanszaak is in principe zijn burgerservicenummer met de toevoeging B01 (of als het een tweede of derde bedrijf betreft B02, B03 etc.)
Daarnaast heeft een ondernemer ook een btw-identificatienummer. Dit nummer dient ter verificatie als een leverancier of afnemer zeker wil zijn dat hij of zij met een btw-plichtige onderneming te maken heeft. Verificatie kan plaatsvinden door middel van "VIES". Dit btw-identificatienummer moet worden vermeld op facturen en website en is verplicht te gebruiken bij handel of dienstverlening tussen EU-lidstaten. Dit nummer wordt ook wel het internationaal EORI-nummer genoemd.
Vanaf 1 januari 2020 zal het btw-identificatienummer voor natuurlijke personen (zelfstandige zonder personeel, zzp'er) geen BSN meer bevatten. Deze zal dan niet meer voldoen aan de 11-proef, wel aan de 97-modulus proef. Aangifte doen en overige contacten met de Belastingen zullen echter nog steeds op basis van het oorspronkelijke omzetbelastingnummer, dus met BSN erin, plaatsvinden.
Beide nummers worden uitgereikt door de Belastingdienst en automatisch verstrekt bij aanmelding. Een Nederlandse ondernemer ontvangt het btw-identificatienummer bij inschrijving bij de Kamer van Koophandel.